# Bergera intermedia
Bergera intermedia là một loài dương xỉ trong họ Hymenophyllaceae. Loài này được Zoll. & Moritzi mô tả khoa học đầu tiên năm 1846.
Danh pháp khoa học của loài này chưa được làm sáng tỏ. 